# Bell P-63 Kingcobra

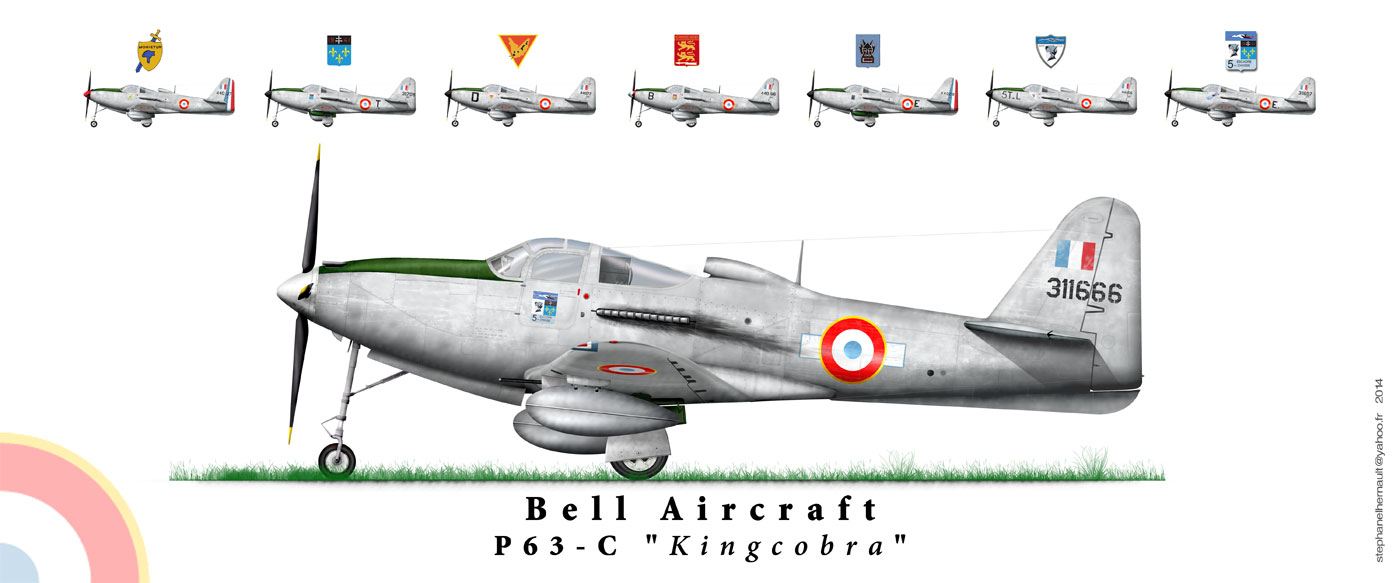
Схематичне зображення винищувача «Белл P-63C Кінгкобра» французьких ВПС

Белл P-63 Кінгкобра (англ. Bell P-63 Kingcobra) — американський одномоторний винищувач виробництва американської авіакомпанії Bell Aircraft, розроблений на початку Другої світової війни на основі винищувача P-39 «Аерокобра». Більшість із випущених з 1942 по 1945 роки 3303 літаків — 2421 машину — було поставлено в СРСР за ленд-лізом.

## Історія
На початку 1941 року, після того, як розробка фірми «Белл» — винищувач P-39 «Аерокобра» — протягом року зарекомендував себе, як надійний літак у своєму класі, конструкторське бюро компанії розпочало роботи щодо проєктування нового типу літака. По суті, дизайн нового винищувача базувався на бувалому P-39, але новий проєкт тільки ззовні нагадував свого попередника. Збільшене крило принципово нової конструкції, потужніший двигун, деякі інші зміни в авіаційних системах зажадали повного перекомпонування всієї машини аж до створення зовсім іншого фюзеляжу. У результаті винищувач вже не мав з «Аерокоброю» нічого спільного. Це був зовсім інший літак, зі значно вищими бойовими спроможностями.

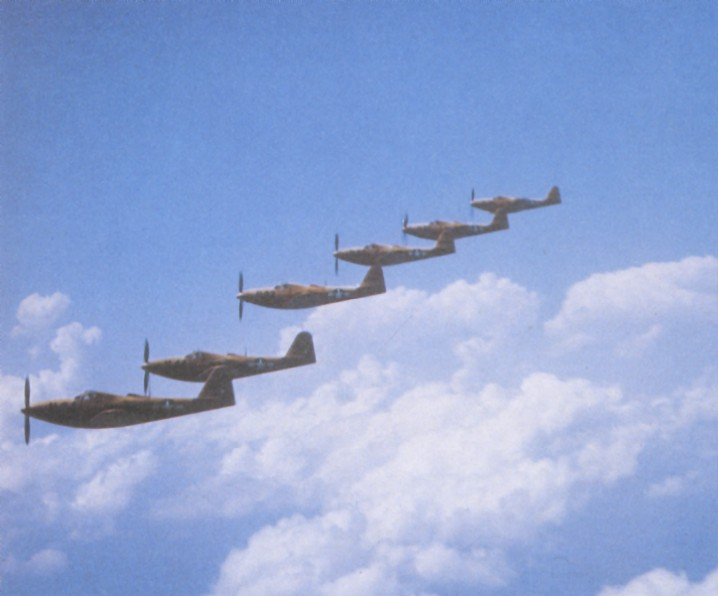
Авіаційний підрозділ винищувачів «Кінгкобра» на перельоті

Спочатку прототип літака розроблявся під потужніший двигун «Континенталь» V-1430-1, однак, двигун так і не довели до ладу, і перший дослідний екземпляр оснастили звичайним «Аллісон» V-1710-E4 потужністю 1325 к. с., що стояв на P-39. Проте, головною відмінністю ХР-39Е від стандартних «Аерокобр» було все ж таки крило ламінарного профілю. Його переднє ребро було «гострішим», а максимальна товщина профілю перебувала не на 30 %, а приблизно на 50 % хорди (ширини крила). І, хоча такий профіль мав трохи гірші несні властивості, зате забезпечував менший аеродинамічний опір, ніж профілі звичайного типу. Оснащення бойового літака крилом ламінарного профілю на той час виявилося великим досягненням у галузі аеродинаміки.
Задум проєктувальників вимагав розробити зовсім нове крило з товстою обшивкою, яке не мало б підкріплення стрингерами (поздовжніми силовими елементами). Мало того, конструктори спробували встановити в нове крило ще і чотири великокаліберних кулемети. Намагаючись одночасно вилікувати головну хворобу «Аерокобри» — схильність до потрапляння в штопор, вони трохи змінили форму й розміри оперення, а також майже на півметра подовжили хвостову частину фюзеляжу. Через збільшену польотну вагу (приблизно на 670 кг у порівнянні з P-39D) довелося посилювати і шасі літака.
14 лютого 1941 року у Райт-Філді на конференції представники фірми «Белл» продемонстрували модель перспективного винищувача «Белл Тип 33», a 11 квітня ВПС замовили два прототипи нової версії, позначеної як ХР-39Е.
21 лютого 1942 року з аеродрому в Ніагара-Фоллс злетів перший прототип. Але, після нальоту у 14 год 56 хв в 35 польотах, дослідний екземпляр розбився під час випробувань на штопор. 4 квітня злетів другий прототип ХР-39Е, з вдалішим двигуном «Аллісон» V-1710-E9. Від першого він відрізнявся лише зміненим вертикальним оперенням, повітрозабірником нагнітача, узятим від стандартної «Кобри» і відсутністю щитків на основних стійках шасі. 15 травня цей літак розбився в ході свого 27-го польоту. Третій випробувальний літак, знову з новим хвостом і без кулеметів у крилах, здійснив перший політ 19 вересня 1942 року.
Випробування затягувалися й здавалося, що програма модернізації «Аерокобри» приречена. Армія скасувала своє попереднє замовлення на чотири тисячі багатообіцяльних Р-39. Саме в цей час «Белл» була врятована найбільшим військовим замовленням, яке передбачало поставляння звичайних «Аерокобр» для ВПС Червоної армії. Фірма, не гаючи часу, розпочала розроблення ще одного проєкту, що отримав позначення ХР-63. Перший прототип вперше піднявся з аеродрому в Баффало 7 грудня 1942 року. Враження від літака було чудовим, його порівнювали з легендарним британським винищувачем Супермарин «Спітфайр».
Однак, на цьому проблеми з новим літаком не закінчилися й американці продовжували серію випробувань раз за разом. Нарешті 26 квітня 1943 року всі іспити вдало завершилися і в жовтні 1943 перший серійний літак покинув складальний цех; влітку 1944 року з'явилася і офіційна назва «Кінгкобра».
У загальній складності, з жовтня 1943 по грудень 1944 року «Белл», за невеликої допомоги фірми Republic Aviation, поставила 1725 винищувачів Р-63А, після чого їм на зміну прийшла модифікація «С», з потужнішим, 1500-сильним двигуном V-1710-117, збільшеним об'ємом внутрішніх паливних баків (405 л замість 378 л), зміненим повітрозабірником нагнітача і додатковим підфюзеляжним гребенем.
На початку 1945 фірма «Белл» спробувала провести корінну модифікацію свого літака. У першу чергу, полегшили конструкцію фюзеляжу, встановивши «нормальний» краплеподібний ліхтар кабіни пілота, усунувши масивні «автомобільні» двері. Крім того, встановили новий двигун V-1710-109, збільшили на 245 мм розмах крила. Через те, що новий зсувний ліхтар кабіни упирався в повітрозабірник нагнітача, наступні довелося зробити більш коротким.
У цілому, машина виявилася досить вдалою. Нова версія винищувача, що отримала позначення P-63D, на висоті 9 150 м розвинула швидкість 703 км/год, — майже на 50 км/год більше, ніж стандартний Р-63А. Однак P-63D з'явився занадто пізно. Війна вже підходила до кінця, в небі Європи і Японії панували не менше швидкісні «Мустанги» і «Тандерболт», та й ламати налагоджене виробництво «Кінгкобр» вже не було сенсу.
1 вересня 1945 року через капітуляцію Японії виробництво винищувачів Р-63 на заводі фірми «Белл» було припинено. До цього моменту встигли побудувати ще лише 2 P-63F, що відрізнялися вдосконаленим двигуном V-1710-135 і вертикальним оперенням більшої площі.

## Бойові застосування

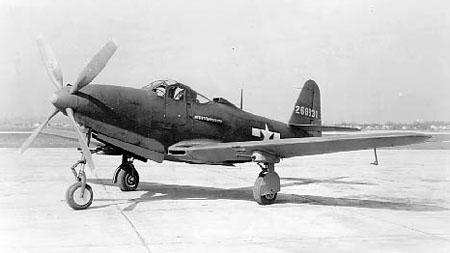
«Кінгкобра» P-63A

Основним «споживачем» літаків «Кінгкобра» стали радянські ВПС, які у 1944—1945 роках отримали більше двох третин з 3 303 серійних Р-63 (2 397 машин). Усі винищувачі вирушали своїм ходом за знаменитим маршрутом «Алсиб» (Аляска — Сибір). Він починався на заводах фірми в Баффало і Ніагара-Фоллс, де «Кінгкобри» приймали пілоти, що вилітали потім у Ґрейт-Фолс (Монтана). Тут літаки перевіряли, модифікували, готували до експлуатації в холодному кліматі. Після обльоту машини переганяли в Ледд Філд поблизу Фербенкса на Алясці. Перед передачею радянській стороні проводився останній техогляд і необхідний ремонт.
Перш ніж «Кінгкобри» діставалися пункту призначення, вони мусили здійснити нелегкий переліт повітрям протяжністю в декілька тисяч кілометрів. При цьому винищувачі переганялися, як правило, групами, які вели лідери — бомбардувальники В-25 «Мітчелл». Дальність польоту у «Королівських кобр» була відносно невеликою, тому маршрут, протяжність якого тільки від Фербенкса до Красноярська становила 6500 кілометрів, довелося розділити на п'ять етапів. Після прибуття на Аляску у Фербенкс винищувачі потрапляли до рук радянських льотчиків, котрі переганяли літаки через Берингову протоку до Уелькаль — аеродрому на березі Анадирської затоки на відстань 1560 км. Далі тривав переліт винищувачів по складному 1450-км маршруту над безлюдною Чукоткою і Колимським хребтом до Сеймчана. Маршрут від Сеймчана до Якутська (1200 км) пролягав над Оймяконом — своєрідним полюсом холоду. Далі слідувала ділянка від Якутська до Кіренська (1340 км), а потім від Кіренська до Красноярська (920 км).
10 вересня 1944 року винищувач Р-63А-9 став 5000-ю американською машиною, яка пролетіла в СРСР північним маршрутом, а до кінця 1944 «Кінгкобр» по трасі йшло вже більше, ніж Р-39. Від Красноярська до радянсько-німецького фронту бомбардувальники, які надходили за ленд-лізом, вирушали повітрям, а винищувачі — залізничними платформами.
З весни 1945 року Р-63 почали надходити у стройові частини ППО. На 1 травня 1945 в полках ППО вже лічився 51 Р-63А. Найпершою частиною, яка отримала «Кінгкобри», став 28-й полк ППО, що базувався під Москвою на аеродромі Внуково. Але битися з німцями «Королівським кобрам» вже не довелося. Пріоритет почав віддаватися повітряним арміям Далекого Сходу, що готувалися до бойових дій проти Японії.
Звичний напрям руху за маршрутом «Алсиба» змінився. Деякі літаки перелітали на Петропавловськ-Камчатський, а з Красноярська траса перегонки продовжувалася до Уккурея в Забайкаллі (через Читу) — для переозброєння частин 12-ї повітряної армії. Частина машин летіла сюди прямо з Якутська. Прибули Р-63 і в 9-ту, і в 10-ту повітряні армії.
Під час швидкоплинної кампанії на Далекому Сході «Кінгкобри» використовувалися для супроводу бомбардувальників і розвідників, прикриття з повітря військ і кораблів, штурмовки і бомбардування японських позицій. На другий день наступу 40 Іл-4 під прикриттям 50 Р-63 бомбили укріпрайон Чучжоу, звідки японці обстрілювали радянське місто Іман. Частини 190-ї і 245-ї дивізій підтримували наступаючі радянські та монгольські війська, діючи, переважно, як винищувачі-бомбардувальники і штурмовики, а також прикриваючи транспортні літаки, що доставляли пальне передовим танковим і механізованим підрозділам. 888-й і 410-й винищувальні полки завдавали удари по японських базах на Курильських островах, а згодом забезпечували висадку на них десантів.
Японська авіація практично не протидіяла наступаючій Радянській Армії, тому перевірити якості «Кінгкобр» у повітряних боях не вдалося. Єдиний успішний бій на Р-63 провів молодший лейтенант Мірошниченко І. Ф. з 17-го вап (190-та вад). 15 серпня він разом зі своїм веденим, Героєм Радянського Союзу Сиротіним В. Ф., атакували два японські винищувачі, що напали на транспортні літаки в районі Ванемяо, коли ті заходили на посадку. Один японець був збитий, другий втік.
Влітку 1945 «Кінгкобри» потрапили в морську авіацію. До моменту оголошення війни 7-ма вад ВПС Тихоокеанського флоту встигла отримати 10 Р-63, а протягом серпня — ще кілька десятків. Але до ладу їх ввести не встигли, і ніякої участі у війні вони не брали.
Приймання винищувачів радянською місією у Фербенксі припинилося відразу ж після капітуляції Японії. З 2450, замовлених радянською стороною по IV протоколу, встигли отримати 2400 «Кінгкобр». З них 2397 прилетіли через Аляску і лише три привезли морем через Мурманськ. Але рух по трасі «Алсиба» продовжувалося і деякий час після капітуляції. 29 вересня 1945 року до Єлізово на Камчатці доставили останню «Кінгкобру».
До США «Кінгкобри» не повернулися. Цей найсучасніший винищувач «ленд-лізу» після війни зайняв міцне місце в радянській авіації, — це була наймасовіша імпортна машина. У 1946 на Р-63 переозброїли 6-ту гв. вад в Україні; першим їх освоював 20-й гв. вап, що стояв у Зельцах в Одеській області. «Кінгкобри» отримали і частини, що базувалися за кордоном, — в Німеччині, Австрії, Китаї.
«Кінгкобри» залишалися в строю аж до надходження реактивних винищувачів. Зі стройових полків ці літаки повністю прибрали до кінця 1953 року. Трохи пізніше американські винищувачі здали винищувальні полки ВПС Тихоокеанського флоту. Зняття цих літаків розпочалося з 1950 року, і американські літаки переоснастили на навчальні для перенавчання льотчиків на реактивну техніку — винищувачі МіГ-9, а потім МіГ-15.
Наприкінці війни «Кінгкобри» почали надходити й на озброєння відроджених ВПС Франції. 26 липня 1945 були прийняті на озброєння перші п'ять літаків. Загальна кількість досягало, за різними джерелами, 200 або 300 одиниць. Частину літаків відразу відправили до Індокитаю. У В'єтнамі «Кінгкобри» мали хорошу репутацію. Так, винищувачі Р-63 з груп «Вандея», «Іль де Франс», «Нормандія-Німан» і «Лімузен» діяли як літаки безпосередньої підтримки в боях проти армії В'єтміня. «Кінгкобра» брали участь у всіх операціях, ні в чому не поступаючись «Спітфайру». Наприкінці 1950 року «Кінгкобру» почали замінювати на «Хеллкети», а в 1951-му на «Біркети».
Останніми інтерес до «Кінгкобр» продемонстрували ВПС Гондурасу, які отримували підтримку з США. Окрім іншого, до поставок увійшли й винищувачі нових типів; сім «Локхід» Р-38 «Лайтнінг» і п'ять «Белл» Р-63Е. У період із жовтня 1948 до липня 1949 року «Кінгкобри» перегнали з Маямі до Гондурасу, де їх базували на аеродромі в Тегусігальпі. 1957 року винищувачі Р-63 замінили на Воут F4U-4 (-5) «Корсар». Чотири літаки повернули до США, де їх продали «приватникам» у колекції. П'ятий екземпляр законсервували.
У самих Сполучених Штатах «Кінгкобра» як бойовий літак не застосовувався. У ВПС армії США «Кінгкобру», попри її поліпшені висотні характеристики, розглядали як низьковисотний винищувач-штурмовик, але ця ніша була вже міцно зайнята «Тандерболтом». У результаті, Р-63А озброїли лише три ескадрильї — 31-ту, 444-ту і 445-ту, але і в них такі літаки залишалися лише кілька місяців, і в бойових діях не брали участь. Надалі літак послужив базою для створення експериментальних літаючих лабораторій.

## Модифікації
- XP-63 — експериментальний прототип літака, оснащений двигуном R-2600-8 17100 к.с. Побудовані 2 одиниці.
- XP-63A — прототип винищувача, побудований через втрату двох попередніх зразків.
- P-63A — перший серійний варіант літака. Випущено 1725 літаків.
- P-63B — проєкт «Кінгкобри» з двигуном Rolls-Royce Merlin. Не будувався.
- P-63C — друга серійна модифікація винищувача «Кінгкобра» з двигуном Allison V-1710-117 потужністю 1500 к. с. із системою вприскування водно-спиртової суміші. Побудовані 1227 одиниць.
- P-63D — один зразок із двигуном Allison V-1710-109 (E22). У серію не пішов.
- P-63E — варіант удосконаленого P-63D. Випущено 13 одиниць.
- P-63F — модель із новим двигуном Allison V-1710-135 та подовженим хвостом планера. Випущено 2 штуки.
- RP-63A/C «Pinball» — модифікація винищувача у літак-мішень. Перероблені 5 шт. з P-63A та зроблені 95 з виробничої лінії. Більшість із літаків використовувалася в ролі буксирувальника мішеней.
- RP-63G «Pinball» — літак-мішень.
- L-39 «Pinball» — модифікація P-63C у навчально-тренувальний літак для потреб ВМС США.

## Відео
- Bell P-63 Kingcobra Flight Demonstration- BIG ALLISON SOUND! [Архівовано 10 вересня 2019 у Wayback Machine.]